# Courlis de Sibérie
Numenius madagascariensis
Espèce
Statut de conservation UICN

 EN A2bc+3bc+4bc : En danger
Le Courlis de Sibérie (Numenius madagascariensis) est un grand oiseau de rivage très semblable d'aspect au Courlis à long bec, mais légèrement plus grand. D'une couleur surtout marron, il se distingue des autres courlis par sa couleur également marron, simple et sans motifs sous les ailes. De tous les  oiseaux de rivage c'est lui qui a le bec le plus long.
Le Courlis de Sibérie passe la période de reproduction en Asie du Nord-Est, y compris la Sibérie jusqu'au Kamtchatka et en Mongolie. Il se reproduit dans les zones humides et marécageuses et sur le bord des lacs. La plupart d'entre eux hivernent sur les côtes de l'Australie, quelques-uns se dirigeant vers la Corée du Sud, la Thaïlande et la Nouvelle-Zélande, où ils fréquentent les estuaires, les plages et les marais salants. Au cours de sa migration, le courlis de Sibérie traverse souvent la mer Jaune.
Il utilise son bec, long et courbé vers le bas, pour chercher des invertébrés dans la boue. Il peut manger seul mais se rassemble généralement en grandes bandes pour migrer ou se percher. Son appel est un sifflement aigu et clair, coû-rî, répété souvent.
Cet oiseau n'est pas très connu, car il est rare et peut-être en déclin. En 2006, on comptait environ 38 000 individus à travers le monde. Cependant, une étude en 2015 estime maintenant la population à 32 000 individus.

## Sources
- (en) Cet article est partiellement ou en totalité issu de l’article de Wikipédia en anglais intitulé « Far Eastern Curlew » (voir la liste des auteurs).